# Federigo Fregoso
Federigo Fregoso (* um 1480 in Genua; † 11. November 1541 in Gubbio) war ein italienischer katholischer Geistlicher, Schriftsteller und Heerführer des 16. Jahrhunderts.

## Leben

Wappen des Hauses Fregoso

Federigo Fregoso wurde als zweiter Sohn von Agostino Fregoso, Condottiere der Republik Genua im Jahre 1488 während der Herrschaft Ludovico Sforzas und von Gentile da Montefeltro, Tochter von Federico da Montefeltro, des Herzog von Urbino, geboren.
Fregoso verbrachte seine Jugend am Hof seines Onkels Guidobaldo I. da Montefeltro, seit 1482 Nachfolger seines Vaters Federico als Herzog von Urbino. Am Hof von Urbino erhielt Federigo eine umfassende klassische Erziehung und freundete sich mit humanistischen Gelehrten wie Pietro Bembo und Baldassare Castiglione an. Nach seiner Weihe als Priester begann er  seine kirchliche Laufbahn im Jahr 1507, als ihm von Papst Julius II. das Amt des Erzbischofs von Salerno verliehen wurde. Die ihm verliehene Diözese konnte Federigo jedoch faktisch nicht führen, da das Haus Fregoso in Genua die Interessen von König Ludwig XII. von Frankreich vertrat, Salerno als Teil des Königreichs Neapel jedoch unter spanischer Herrschaft stand. Wegen Fregosos Sympathien für die französische Krone verweigerte der spanische Regent Ferdinand II. dem neuen Erzbischof seine Anerkennung – so weihte der Papst Federigo Fregoso daraufhin zum Bischof von Gubbio.
Im Jahre 1510 kam es in Genua zu Auseinandersetzungen zwischen den rivalisierenden Fraktionen der Ghibellinen und Guelfen, die mit dem Sieg der ghibellinischen Familie Adorno endeten. Die guelfischen Fregosi, darunter auch Federigo,  wurden verbannt und gezwungen, in Rom Zuflucht zu suchen. Drei Jahre später, nach schweren militärischen Niederlagen der Adorni, kehrte das Haus Fregoso nach Genua zurück und sicherte mit weiteren Häusern die guelfische Herrschaft über die Republik Genua.  Sein älterer Bruder Ottaviano wurde zum Dogen von Genua gewählt, und Federigo übernahm als engster Ratgeber seines Bruders die Führung der Armee, um die Genuesische Republik gegen inneren Gefahren wie neuerliche Aufstände der Adorni und der Fieschi sowie die Unterdrückung der Barbaresken-Korsaren.
Der Korsar Kurtoğlu Muslihiddin Reis blockierte das Ligurische Meer mit einem Geschwader von Kaperschiffen und hatte innerhalb weniger Tage achtzehn genuesische Kaufleute gefangen genommen. Nachdem Federigo Fregoso den Befehl über die genuesische Flotte übernommen hatte, in der auch Andrea Doria diente, überraschte er Kurtoğlu vor Bizerta, landete auf der Insel Djerba, besetzte die Insel und kehrte mit großer Beute nach Genua zurück.
Doge Ottaviano Fregoso hatte König Franz I. von Frankreich als Herrn von Genua anerkannt und führte die Geschicke der Republik fortan als Gouverneur in französischen Diensten. Im Jahre 1522 belagerte dessen spanischer Gegenspieler in den Italienischen Kriegen, Kaiser Karl V., die Stadt. Federigo Fregoso leitete die Verteidigung und wurde während der Gefechte verwundet. Die Spanier nahmen Genua durch einen Sturmangriff, inhaftierten den Gouverneur und Fregoso war gezwungen, Sicherheit auf einem französischen Schiff zu suchen. Franz I. bereitete ihm in Frankreich einen warmen Empfang und berief ihn zum Vorsteher der Abtei Saint-Bénigne bei Dijon. Hier widmete sich Fregoso insbesondere dem Studium des Altgriechischen und Hebräischen, aber nach Streitigkeiten mit den Mönchen, die seine Strenge beklagten, kehrte er nach Italien zurück.
1529 verzichtete er endgültig auf den Titel des Erzbischofs von Salerno und blieb Bischof von Gubbio. Im Jahre 1539 kreierte ihn Papst Paul III. zum Kardinal und wies ihm 1541 als Kardinalpriester die Kirche Santi Giovanni e Paolo als römische Titelkirche zu.
In seinen späten Lebensjahren verfasste Federigo Fregoso mehrere literarische Werke, darunter das „Trattato dell’Orazione“ (Abhandlung über das Gebet), welches im Jahr 1543 posthum veröffentlicht wurde.
Federigo Fregoso starb am  11. November 1541 in Gubbio und wurde dort im Dom Santi Mariano e Giacomo beigesetzt.